# Isaac Tarteyron
Isaac Tarteyron, né le 18 octobre 1769 à Ganges et mort le 1er juillet 1814 à Bon-Encontre, est un négociant et homme politique français.

## Biographie
Issu d'une famille de négociants protestants des Cévennes, il s'installe à Bordeaux et s'y livre au commerce transatlantique. Sous la Terreur, il est suspecté de fédéralisme et doit se cacher huit mois mais est sauvé par l'intervention du curé de Saint-Paul et le don de plusieurs navires et d'une forte somme à l'État.
Il est élu au conseil des Anciens pour représenter le département de la Gironde le 25 germinal an VI (14 avril 1798) par 279 voix sur 324 votants. Il se spécialise assez naturellement pour les questions économiques et fiscales et défend Barère.
Il accueille favorablement le coup d'État de brumaire, et en est récompensé par son élection au corps législatif le 25 décembre 1799. Plusieurs fois doyen d'âge de l'assemblée, il la préside pour une session extraordinaire de dix jours, du 
22 au 31 mars 1800. Membre du comité des Finances, il démissionne dès le 25 novembre 1800.
Il meurt à Bon-Encontre le 1er juillet 1814.

### Sources
- « Isaac Tarteyron », dans Adolphe Robert et Gaston Cougny, Dictionnaire des parlementaires français, Edgar Bourloton, 1889-1891 [détail de l’édition]